# Fletcher Trust Building
Fletcher Trust Building, beter bekend als het Hilton Garden Inn Indianapolis Downtown, is een hoogbouw hotel in Indianapolis, Indiana. Het gebouw heeft 16 verdiepingen met een totale hoogte van 218ft. en is het 22-hoogste gebouw in de stad. Het gebouw werd geopend in 1916. In het Fletchet Trust Building zit een Hilton Garden Inn.
De architect Electus D. Litchfield won de ontwerpwedstrijd voor het gebouw, maar werd later vervangen door de lokale architect Arthur Bohn van het Vonnegut & Bohn bedrijf. Het gebouw werd oorspronkelijk geopend in 1916 als een kantorengebouw, maar werd in 1992 de thuisbasis van de Bank One bank. Het gebouw onderging een renovatie en opende in 1996 als het Ramada Waterbury Indianapolis Hotel. In 2003 vond opnieuw een renovatie plaats en opende als een deel van de Hilton Group.
Het gebouw was van 1910 - 1919 het grootste gebouw in Indianapolis.